# Vila Mayer
Vila Mayer je objekt kulturne dediščine, ki se nahaja v mestu Šoštanj. Je primerek meščanske vile, ki je bila zgrajena na prelomu iz 19. v 20. stoletje. Je odličen primer meščanske in historične arhitekture z vrtom in je zavarovana kot kulturni spomenik lokalnega pomena. Po prenovi leta 2009 in 2010 so v njej stalne zbirke kulturne dediščine.

## Zgodovina
Vila Mayer je klasična meščanska vila, ki jo je leta 2002 Občini Šoštanj v last predal Premogovnik Velenje. V njej so javnosti na ogled stalne muzejske zbirke kiparskih del Ivana Napotnika ter izbor likovnih del iz zbirke Napotnikove galerije, del zasebne domoznanske zbirke Zvoneta A. Čebula,  ter hortikulturna zbirka šoštanjskega vrtnarja Alojza Kojca.
V preddverju pritličja je urejena informacijska (Info) točka, v osrednjem salonu v prvem nadstropju pa poročna dvorana in večnamenski protokolarni prostor.
V vili je urejena tudi Mayerjeva soba, posvečena spominu na prvotnega lastnika in njegovo družino. Odvetnik dr. Fran Mayer (1866 - 1940), dolgoletni šoštanjski župan in častni občan, se je Šoštanjčanom še posebej vtisnil v spomin kot najbolj zaslužen, da je mesto leta 1931 dobilo vodovod, bil pa je tudi pobudnik za ustanovitev meščanske šole.
V vili Mayer je urejena poročna dvorana, izšel pa je tudi Vodnik po stalnih zbirkah vile Mayer.

## Poročni salon Vile Mayer
Vila Mayer v Šoštanju je od 1. 7. 2015 dalje uradni prostor za sklepanje zakonskih zvez, s čimer so stroški za mladoporočence na UE Velenje znatno nižji.
Poročni obred se lahko opravi v Mayerjevem salonu, urejenem v meščanskem slogu, ki sprejme do 80 svatov. Obred se po vnaprejšnjem dogovoru lahko izvede tudi vrtu Vile Mayer, pod stoletnimi drevesi, kjer lahko prisostvuje do 120 svatov.
Ob vili je urejenih 30 parkirnih mest. Dostop je omogočen tudi invalidnim osebam.

## Zbirke
V Vili Mayer se nahaja več različnih zbirk kulturne dediščine:
- kiparska zbirka akademskega kiparja Ivana Napotnika;
- izbor likovnih del Napotnikove galerije;
- hortikulturna zbirka vrtnarskega mojstra Alojza Kojca;
- del zasebne domoznanske zbirke zbiratelja Zvoneta A. Čebula;
- spominska soba družine Mayer;
- igralnica z mini lutkovnim odrom;
- Mayerjev poročni salon.